# Edgars Vinters
Edgars Vinters (né le 22 septembre 1919 à Riga – mort le 29 avril 2014 dans la même ville) est un peintre paysagiste letton.

## Biographie
Il est l'enfant unique du peintre Hermanis Vinters et de sa femme Anna Vintere (née Kalniņa). À l'âge de dix ans, Edgars fait connaissance avec un célèbre pastelliste Voldemārs Irbe, qui décèle chez lui un potentiel pour la peinture et l'initie à cet art.
En 1935, Edgars commence à publier quelques petites histoires dans les journaux Skolu Dzīve, Cīrulītis, qu'il illustrait avec des dessins à l'encre de chine ou bien avec de la linogravure. Il a également effectué de la peinture sur porcelaine à la manufacture de porcelaine Kuzņecov à Riga. Cela lui a permis d'économiser de l'argent pour payer ses études à l'école de commerce où il a étudié jusqu'en 1940. Il a ensuite intégré l'Académie des beaux-arts de Lettonie où ses professeurs étaient Jānis Kuga, Valdemārs Tone, Leo Svemps, Jānis Cielavs, Kārlis Miesnieks, Vilhelms Purvītis, Jānis Annuss. Il rencontre le peintre Hugo Grotuss qui influence grandement son œuvre.
Pendant l'occupation allemande, Vinters continue de publier ses dessins dans les journaux comme Deutsche Zeitung im Ostland. En 1944, il a été appelé dans la Légion lettonne. Il a été emprisonné par les Soviétiques en 1945, et déporté dans un camp de prisonniers près de Moscou. Avec le temps, au sein du camp, il a réussi à monter un petit atelier où il exécutait les commandes des officiers soviétiques, mais aussi put peindre pour son propre loisir. En 1947, Vinters fut libéré. De retour à Riga, il travaillait comme professeur de dessin industriel. Parallèlement, il a fait des études à la faculté pédagogique de l'école des beaux arts Janis Rozentāls dont il est diplômé en 1949. Cette même année il a commencé à participer aux expositions de peinture.
Après l'indépendance de la Lettonie, Vinters a pu organiser ses expositions personnelles à l'étranger, notamment en Angleterre, aux États-Unis et en Allemagne.
En 2009, il a reçu l'Ordre des Trois Étoiles des mains du président letton Valdis Zatlers. On lui a également consacré un livre Gleznotājs Edgars Vinters(Hanss Joachim Gerber, Ojārs Spārītis; Zvaigzne ABC;  (ISBN 978-9934-0-0756-9)).
L'artiste est décédé le 29 avril 2014, il est inhumé au Cimetière de la Forêt à Riga.

## Galerie photographique

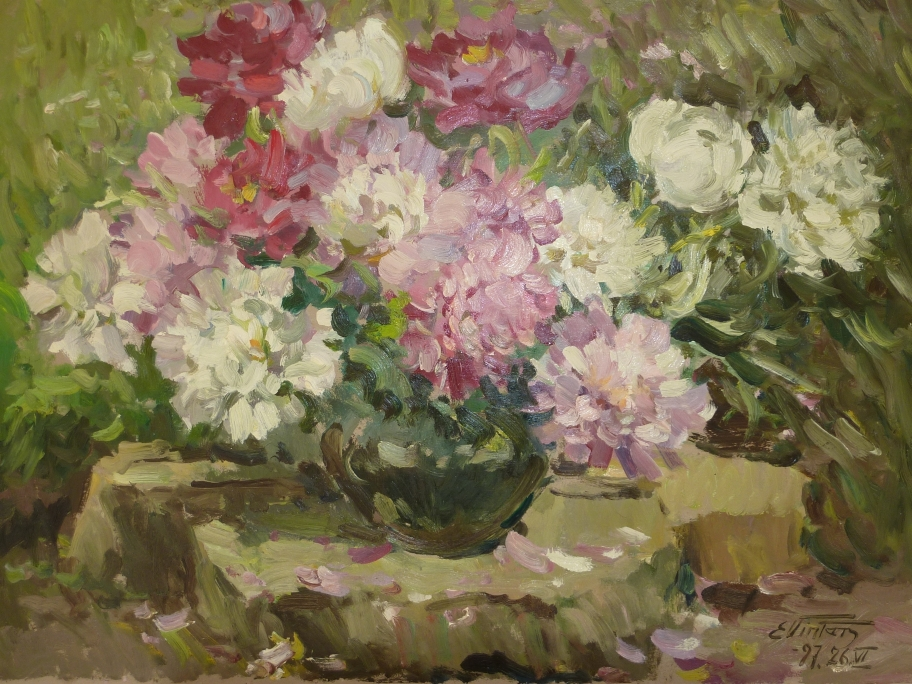
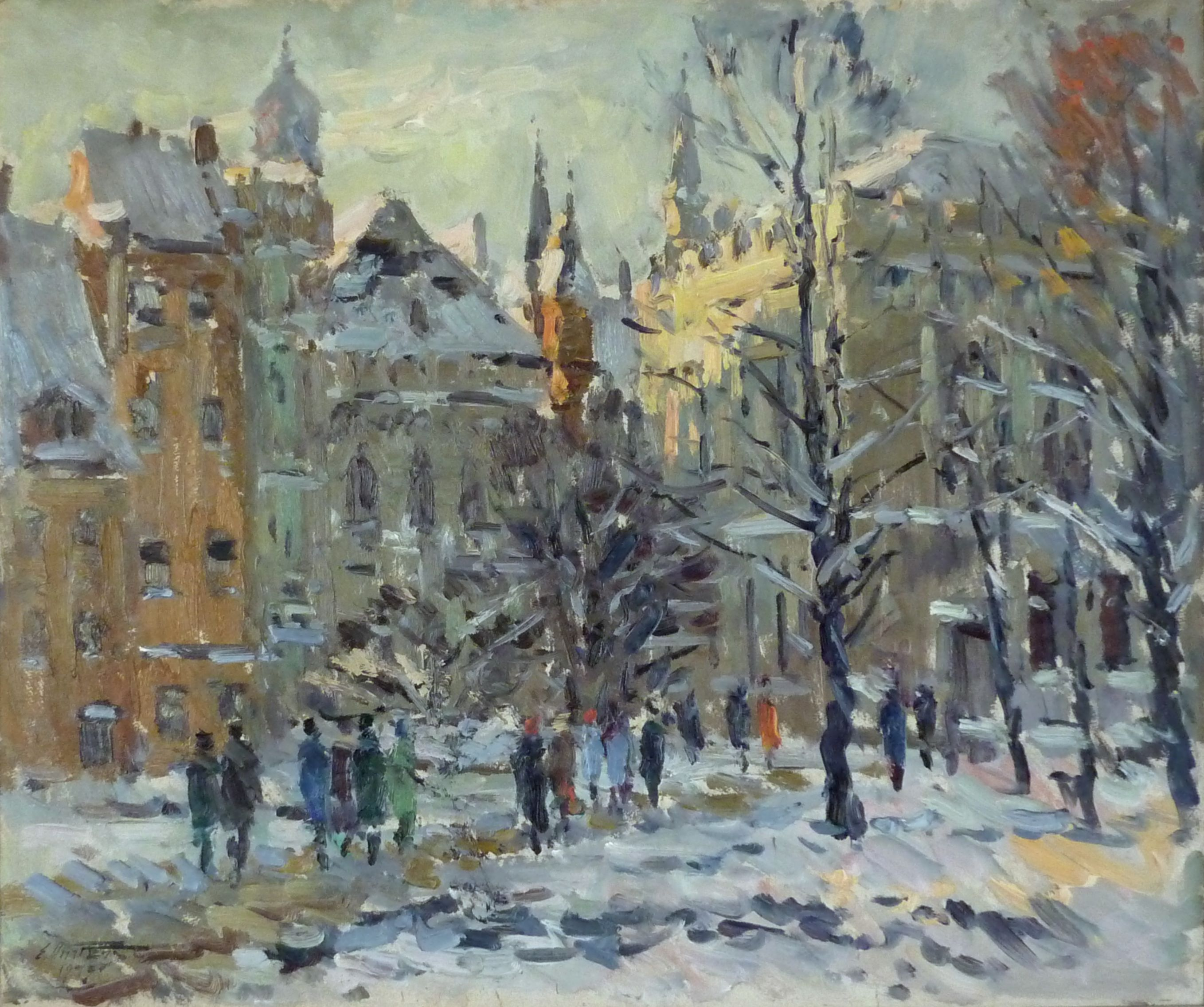
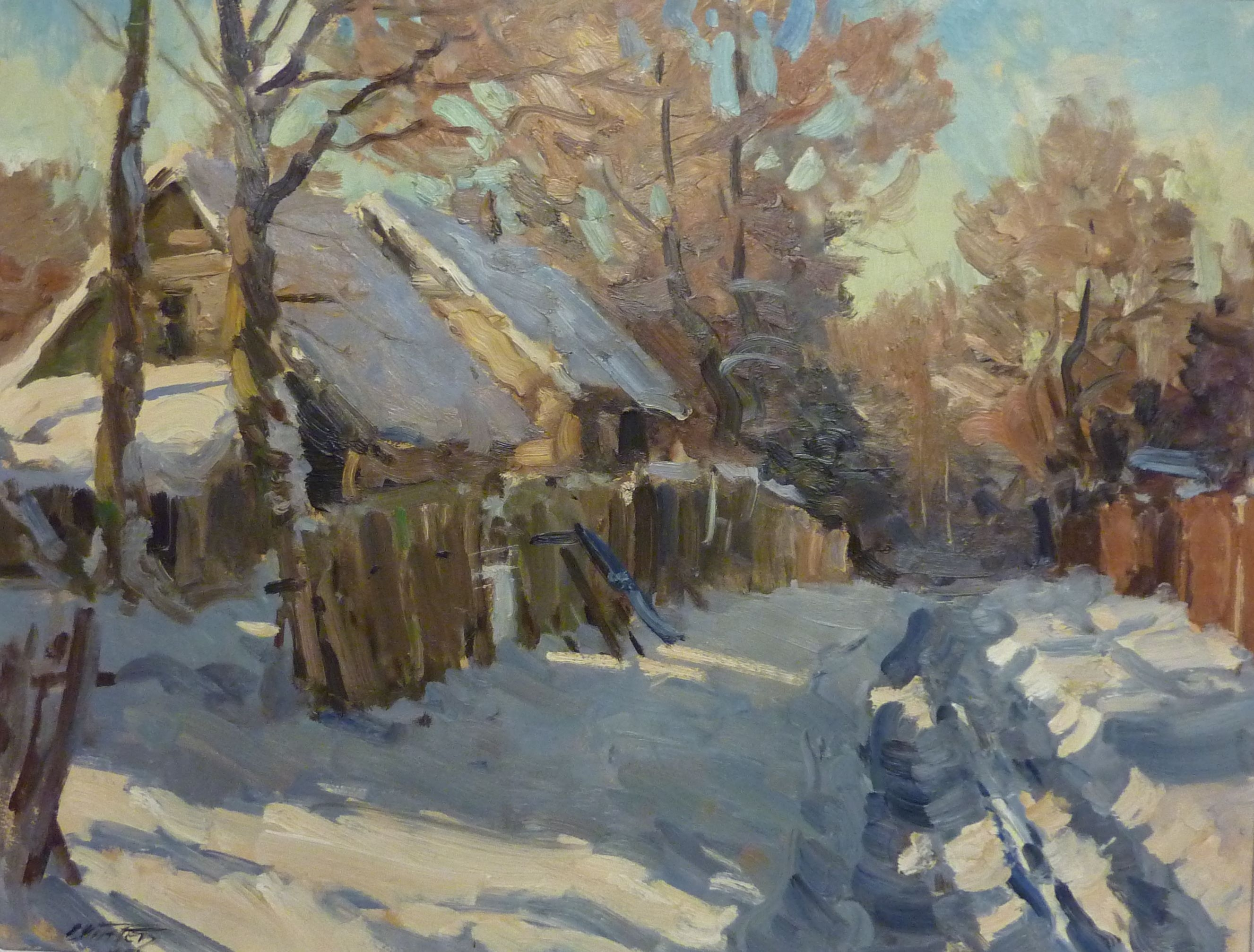
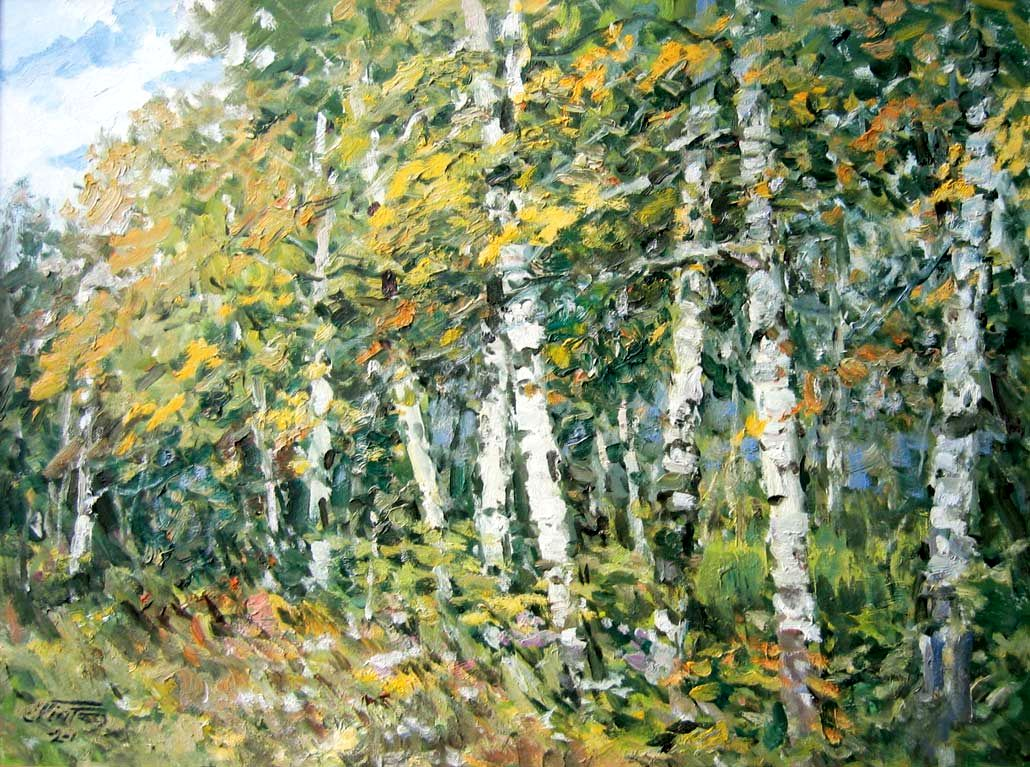
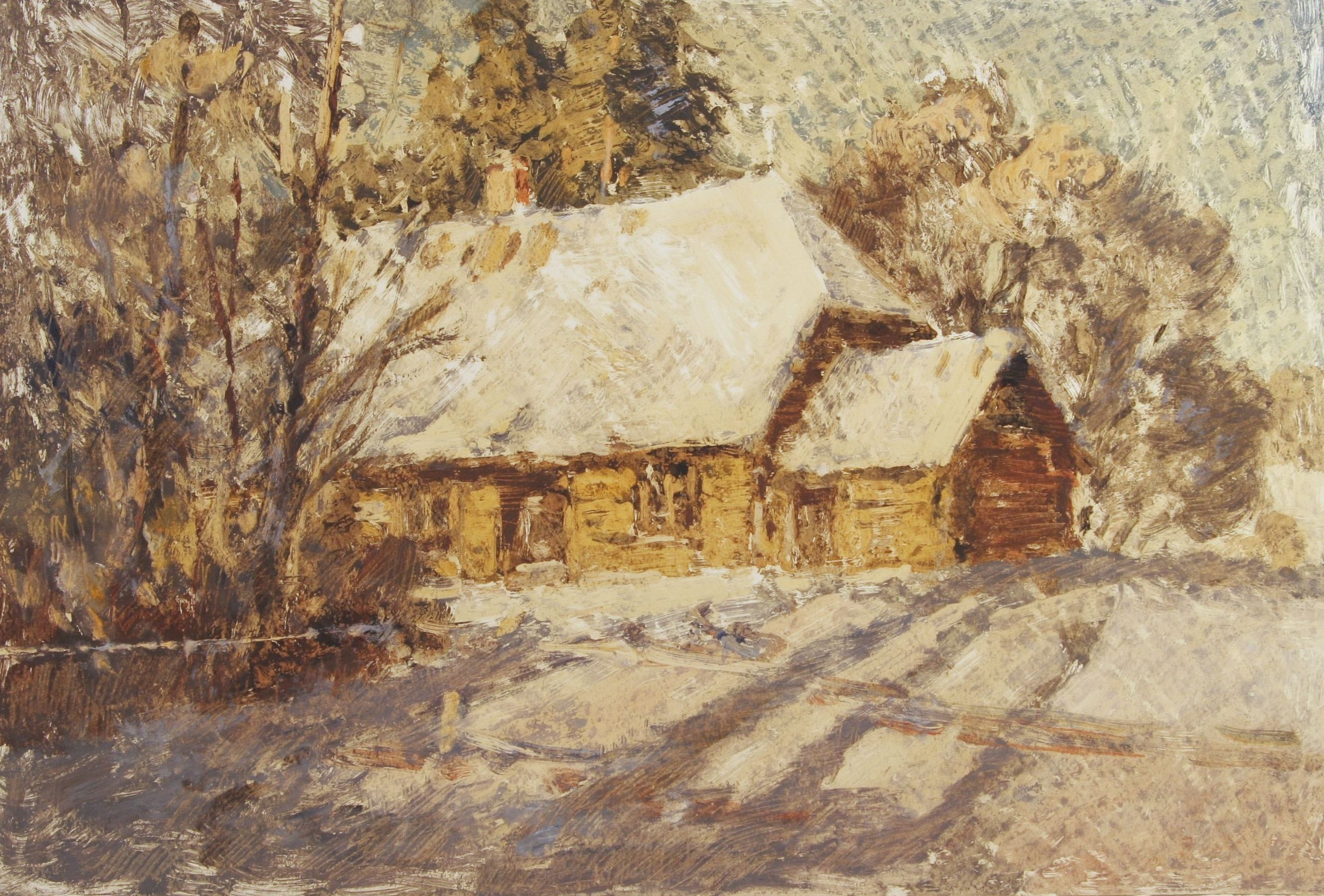